# Euphoria hoffmannae
Euphoria hoffmannae är en skalbaggsart som beskrevs av Deloya och Nogueira 1996. Euphoria hoffmannae ingår i släktet Euphoria och familjen Cetoniidae. Inga underarter finns listade i Catalogue of Life.